# Cynanchum mariense
Cynanchum mariense là một loài thực vật có hoa trong họ La bố ma. Loài này được (Meve & Liede) Liede & Meve mô tả khoa học đầu tiên năm 2001.